# Kiele Sanchez
Kiele Michelle Sanchez est une actrice américaine née le 13 octobre 1977 à Chicago dans l'Illinois. Elle interprète entre autres le rôle de Nikki dans la célèbre série télévisée Lost : Les Disparus.

## Biographie
Kiele Sanchez est née à Chicago, d'un père portoricain et d'une mère française et polonaise, elle a trois frères et sœurs. Kiele a commencé sa carrière d'actrice à Glenbard North High School à Carol Stream. C'est après avoir participé à une production scolaire adaptant le célèbre roman de John Steinbeck Les Raisins de la colère qu'elle a réussi à surmonter sa timidité et décida d'être actrice.
Depuis 2010 elle joue le rôle de Callie Cargil dans la série The Glades au côté de Matt Passmore.
Au printemps 2010, elle entame une relation avec l'acteur Zach Gilford et se fiance avec lui en novembre 2011. Ils se marient le 29 décembre 2012. Ensemble ils ont une fille née par mère porteuse. En 2025, ils divorcent. 

## Filmographie

### Cinéma
- 2001 : Stealing Time de Marc Fusco : Emily
- 2003 : Deux en un de Peter et Bobby Farrelly : La fille avec le spray au poivre
- 2007 : Le Merveilleux Magasin de Mr. Magorium de Zach Helm : Mme Goodman
- 2008 : Insanitarium de Jeff Buhler : Lily
- 2009 : Escapade fatale de David Twohy : Gina
- 2010 : 30 jours de nuit : Jours sombres de Ben Ketai : Stella
- 2010 : Redemption Road de Mario Van Peebles : Hannah
- 2014 : American Nightmare 2: Anarchy de James DeMonaco : Liz
- 2018 : Benji de Brandon Camp : Whitney

### Télévision
- 2002 : That was Then (série télévisée) : Claudia Wills-Glass
- 2003 : Married to the Kellys (en) (série télévisée) : Susan Kelly Wagner
- 2005 - 2006 : Related (série télévisée) : Ann Sorelli
- 2006 : Lost : Les Disparus (série télévisée) :  Nikki Fernandez (saison 3)
- 2006 : Four Kings (série télévisée) : Jenny
- 2010 - 2013 : The Glades (série télévisée) : Callie Cargill
- 2011 : Sam Axe : La Dernière Mission (Burn Notice: The Fall of Sam Axe) (téléfilm) : Amanda Maples
- 2014 - 2017 : Kingdom (série télévisée) : Lisa Prince (rôle principal)
- 2019 : Drunk History (série télévisée) : Emma Pulaski
- 2022 - 2024 : Esprits criminels (série télévisée) : Sydney Voit (saison 16, 6 épisodes et saison 17, 2 épisodes)
- 2023 : Station 19 : Kate Powell (saison 6, épisodes 15 à 18)